# Archives internationales de Pharmacodynamie et de Thérapie
Die Archives internationales de Pharmacodynamie et de Thérapie waren eine Fachzeitschrift für Pharmakologie, die von 1895 bis 1996 in 331 Bänden erschien. Sie war die zweitälteste langlebige pharmakologische Zeitschrift, nach dem Archiv für experimentelle Pathologie und Pharmakologie, begonnen 1873, und vor dem Journal of Pharmacology and Experimental Therapeutics, begonnen 1899, die beide bis heute (2013) existieren. Ins Leben gerufen wurde sie von dem französischen Physiologen und Endokrinologen Marcel Eugène Émile Gley (1857–1930) und dem belgischen Pharmakologen Jean-François Heymans.

Zu Beginn des ersten Band erläuterte Heymans das Ziel (aus dem Französischen):

„Es scheint uns angesichts der steigenden Flut neuer Medikamente, die sich in die Materia medica – la Matière médicale – ergießen, dass sie viel umfangreicher geprüft werden müssen, will man das Untertauchen des Guten im Schlechten verhindern. Ob manche anorganischen oder organischen Stoffe – aus dem Kolben des Chemikers oder aus Lebewesen – wirklich zu heilen imstande sind, oder ob sich die Menschen allzeit Illusionen hingegeben haben und die therapeutischen Nihilisten recht haben: Das Experiment wird die Beantwortung dieser Frage beschleunigen und der Physiologie wie Pathologie neue Tatsachen liefern. Der Aufschwung der medizinischen Wissenschaften in unserem Jahrhundert hat vornehmlich die Anatomie, Physiologie, Pathologie und Bakteriologie gefördert, die Therapie dagegen vernachlässigt, und hat so Ursprung und Ziel vergessen. Die Wissenschaften, selbst die abstraktesten, sind zu sehr zweckbestimmt; das muss sich ändern. Die Therapie muss durch das Experiment wissenschaftlicher werden. Die Pharmakodynamik – la pharmacodynamie – verdient um ihrer selbst willen und ihres zumindest indirekt verfolgten humanitären Zieles willen ein eigenes Publikationsorgan. Das versuchen wir mit diesen Archives zu schaffen.“

 Die Bände 1 bis 5 erschienen als Archives internationales de Pharmacodynamie, Band 6 trug als erster den endgültigen Namen. Ein Editorial in Band 331 (1996) bildete den Abschied (aus dem Englischen): 

„Lieber Leser, dies ist die letzte Ausgabe der eigentlichen Archives internationales de Pharmacodynamie et de Thérapie. Ab Januar 1997 verschmelzen die Archives mit Fundamental and Clinical Pharmacology, der Zeitschrift der Französischen Pharmakologischen Gesellschaft. Die Pharmakologie wächst ständig, und es entwickeln sich Subdisziplinen, fast jede mit einer eigenen Zeitschrift. ... Weil die Archives sich auf Wirkmechanismen konzentriert hatten, schien es uns angebracht, uns mit einem allgemeineren Journal zu vereinigen.“

## Herausgeber
Ab Band 40 (1931) traten als Hauptherausgeber an die Stelle von Gley und Jean-François Heymans des letzteren Sohn, der belgische Pharmakologe Corneille Jean François (Corneel) Heymans, und der französische Physiologe und Pharmakologe Marc Tiffeneau (1873–1945). Mit Band 142, 1963, kamen die belgischen Pharmakologen André de Schaepdryver (1926–2011) und Georges René de Vleeschhouwer (1910–1984) hinzu. Mit den Hauptherausgebern wirkten zahlreiche beratende Herausgeber zusammen. De Schaepdryver blieb Hauptherausgeber bis zum letzten Band.
Band 38 (1930) wurde anlässlich des fünfunddreißigsten Geburtsjahres als Festschrift für Gley und Jean-François Heymans gestaltet. „Die Archives werden, von E. Gley und J. F. Heymans gelenkt, 35 Jahre alt. ... Sie waren das zweite ausschließlich der Pharmakologie gewidmete Journal, sind bis heute eines der bedeutendsten und werden von allen Bibliotheken weltweit bezogen. ... Heymans! Gley! Empfangen Sie diese Gabe Ihrer belgischen, französischen und anderwärtigen Kollegen.“ Die Festschrift enthält französisch-, englisch-, deutsch- und italienischsprachige Aufsätze. Vorangestellt sind Publikationslisten von Gley (524 Positionen) und Heymans (104 Positionen).
Zu den zahlreichen biographischen Artikeln in den Archives gehören Nachrufe auf die Hauptherausgeber:
- für Gley in Band 39 (1930);[1]
- für Jean-François Heymans in Band 44 (1932/33), mit einem weiteren Schriftenverzeichnis;[2]
- für Tiffenau in Band 71 (1945);[3]
- für Corneille Heymans in Band 174 (1968).[4] In den Band 63 (1939) hatte Tiffeneau eine Gratulation zu Heymans’ 1938er Nobelpreis für Physiologie oder Medizin setzen lassen. Ein Supplementband zu Band 202 (1973) enthält eine weitere Biographie, ein weiteres Schriftenverzeichnis, eine Liste von Heymans’ Mitarbeitern, Erinnerungen von einhundertsieben Kollegen, eine Darstellung seiner Forschungen über die Baro- und Chemorezeptoren[5] und die erste Heymans Memorial Lecture. gehalten von Ulf von Euler.[6]

## Spiegelung der allgemeinen Geschichte

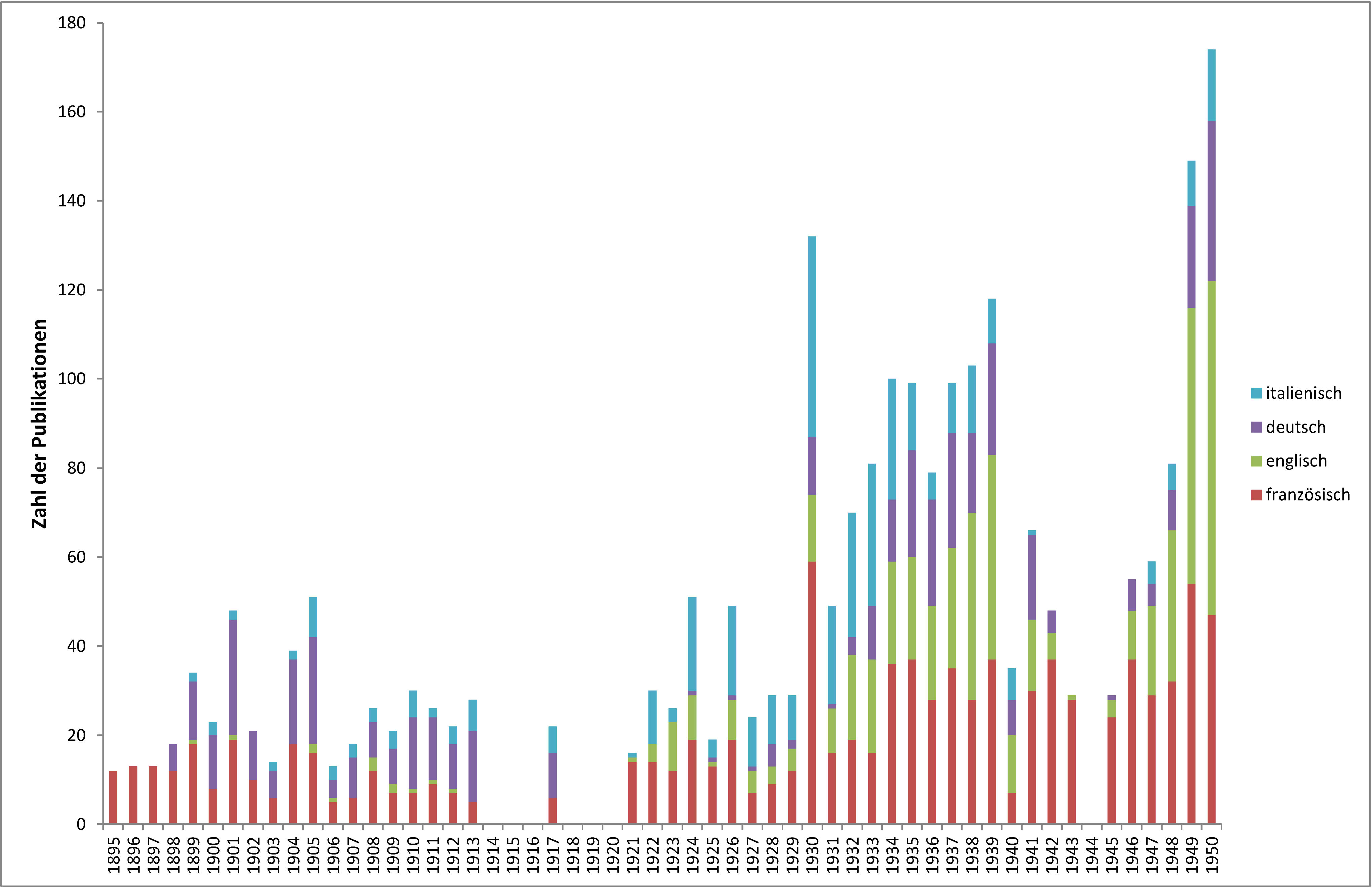
Publikationen 1895 bis 1950 nach den Originalbänden.

Wie die Geschichte des Archivs für experimentelle Pathologie und Pharmakologie, heute Naunyn-Schmiedeberg’s Archives spiegelt die Geschichte der Archives internationales die Entwicklung des Fachs ebenso wie die allgemeine Geschichte wider.
Das wird bereits aus den jährlichen Aufsatz-Zahlen deutlich. Bis 1945 sind sie nur den Original-Bänden zu entnehmen, ab Band 70 (1945) auch dem Web of Science, das allerdings fehlerbehaftet ist. So werden für die Bände 147–152 (1964) 325 Publikationen angegeben, alle angeblich englischsprachig. De facto sind darunter aber 39 französische, 30 deutsche und 5 italienische Artikel. Am augenfälligsten sind die Einbrüche während der beiden Weltkriege (Bild). Während meist mindestens ein Band pro Jahr erschien, war es von 1914 bis 1920 ein einziger (Band 24) für sieben Jahre, und auch 1944 blieb ohne Band. Die höchsten Publikationszahlen wurden mit je 325 Artikeln in den Jahren 1964 und 1967 erreicht (Web of Science).
Zur allgemeinen Geschichte gehört die Entwicklung der Sprache. In Band 4 (1898) traten zum ersten Mal zu französischen anderssprachige, und zwar deutschsprachige Aufsätze. Die „Internationalität“ des Namens wurde lange auch in der Sprache verwirklicht. Nach den Autorenhinweisen des Bandes 202, 1973, des Bandes mit dem Corneille Heymans-Supplement, konnten Manuskripte auf Englisch, Französisch, Deutsch, Italienisch oder Russisch verfasst sein. Laut Band 222 (1976) durften sie noch englisch, französisch oder deutsch sein. In Band 223 und 224 (1976) hieß es allerdings: „Die Manuskripte sollten auf englisch verfasst sein. Französische oder deutsche Texte können in Ausnahmefällen angenommen werden.“ Ab Band 225 (1977): „Die Manuskript sollten auf englisch verfasst sein.“ Es blieb bei der Soll-Vorschrift, während die Anglifizierung bei Naunyn-Schmiedeberg's Archives of Pharmacology schon 1973 zu einem Muss geführt hatte. De facto waren auch die Archives internationales in ihren letzten Jahren rein englischsprachig.
Genauere Inspektion zeigt weitere Spiegelungen. So stammten die deutschsprachigen Publikationen nach dem Ersten Weltkrieg lange Zeit nicht aus dem Deutschen Reich, sondern aus der Schweiz, Dänemark, den Niederlanden, Schweden, Lettland, Jugoslawien, Polen und Österreich. Erst 1933 war unter den deutschsprachigen Publikationen – neben solchen aus den Niederlanden und der Sowjetunion – eine aus Berlin, und 1934 – neben solchen aus der Schweiz, der Sowjetunion, den Niederlanden, Polen, Frankreich und der Türkei – eine aus Düsseldorf. Viel schneller kehrten Publikationen aus dem ehemaligen Deutschen Reich nach dem Zweiten Weltkrieg zurück.

Titelseite Band 1.
Titelseite Band 61.
Titelseite Band 63.

Sogar persönliche Schicksale werden erkennbar. Wurden die beratenden Herausgeber Otto Loewi, Ernst Peter Pick und Emil Starkenstein (1884–1942) in Band 61 (1939) noch mit ihren Heimatuniversitäten Graz, Wien und Prag genannt, lauten die Ortsbezeichnungen in Band 63 (1939) London, New York und Amsterdam, wohin die drei vor dem Nationalsozialismus geflüchtet waren. In Band 67 (1942) erschienen Starkensteins letzte zwei Arbeiten – über die Alkaloide der Chinarindenbäume – „Aus dem Laboratorium der ‚N. V. Amsterdamer Chininfabrik‘“. Im selben Jahr wurde Starkenstein, nachdem er 1941 im Durchgangslager Westerbork interniert worden war, im Konzentrationslager Mauthausen ermordet. Vier Jahre später, in Band 73 (1946) knüpften andere Wissenschaftler der jetzt so genannten „Amsterdamsche Bandoengsche en Nederlandsche Kininefabriek“ an ihn an. In einer Fußnote schreiben sie:„Diese Arbeiten wurden 1941 bis 1945 durchgeführt, als uns Forschungen außerhalb der von Deutschland okkupierten Länder unzugänglich waren. ... In der Einleitung geben wir einen detaillierten Überblick über die Arbeiten Starkensteins. Professor Starkenstein wurde von den Deutschen deportiert. Er starb in einem Konzentrationslager.“